# Eugene Gruenberg
Eugene Gruenberg (Lviv, 30 d'octubre de 1854 - 11 de novembre de 1928) fou un violinista i compositor alemany del Romanticisme. Estudià al Conservatori de Viena, i per espai de deu anys va pertànyer a la Gewandhaus de Leipzig, passant després als Estats Units, on ingressà a l'Orquestra Simfònica de Boston. Més endavant, fou professor de violí del Conservatori de Boston i, per acabar, del de Nova Anglaterra. Compongué un ballet representat a Leipzig; una Simfonia en do menor; Suite in antikel Stil, per a violí i piano; una sonata per als mateixos instruments; Danzas vieneses i melodies vocals. A més, va publicar:
- The Violinis's Manual (Nova York, 1897);
- Theory of Violin Playsings (1901);
- Studes for Violin, així com molts articles en les revistes professionals.